# Windenergie in der Türkei

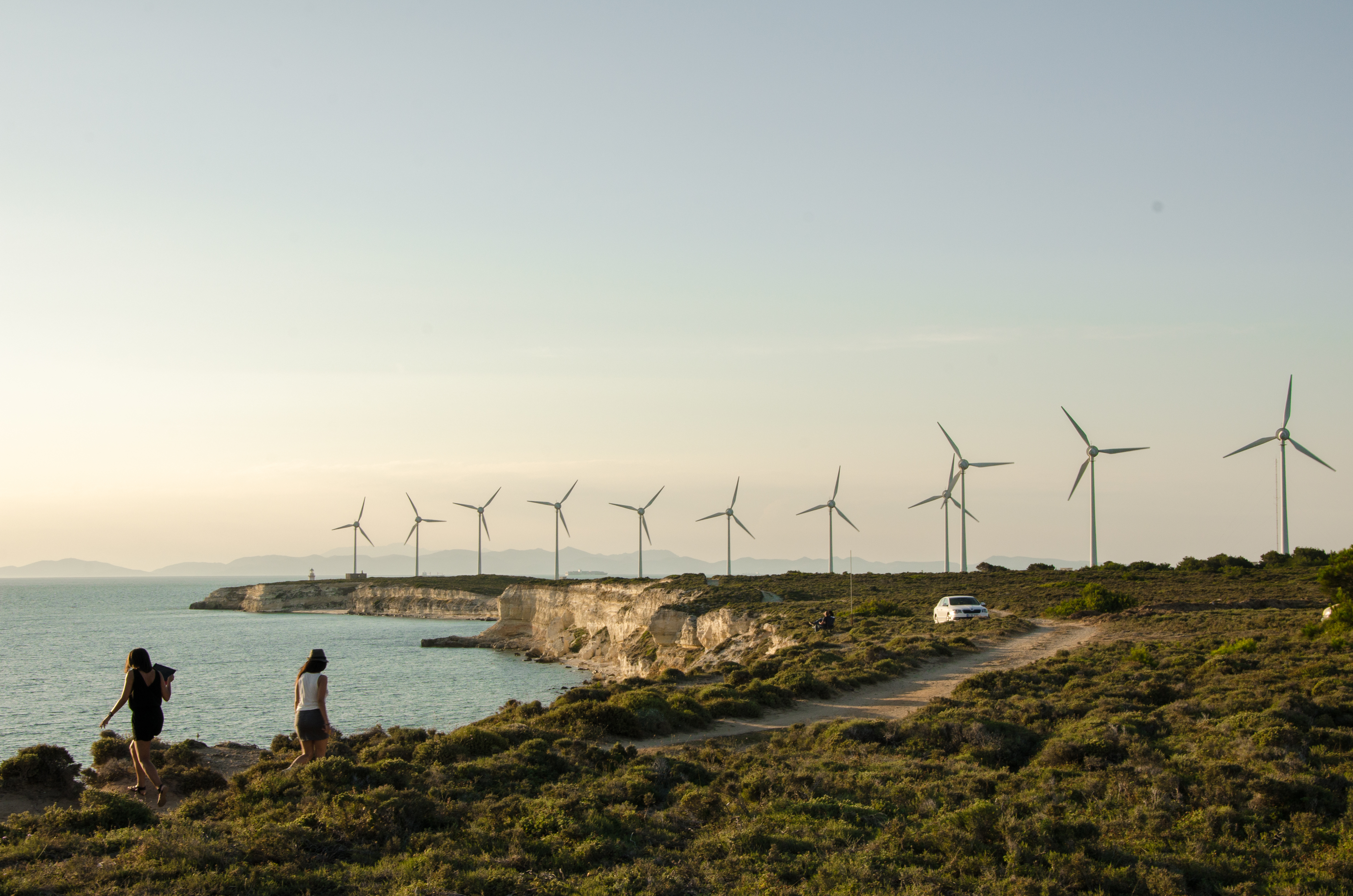
WKA auf Gökçeada

Die Windenergie in der Türkei spielt eine bedeutende Rolle bei der Stromerzeugung des Landes: 2023 und 2024 wurden jeweils etwa 11 % des Strombedarfs mit Windkraftanlagen (WKA) gedeckt. Insgesamt hatten sie Ende 2024 eine installierte Leistung von 13,79 GW. Alle WKA befinden sich an Land; im Jahr 2024 gab es keine Offshore-WKA.

Der Beitrag der Windenergie (grün) zur Stromversorgung der Türkei steigt langsam.

Windenergie in der Türkei, installierte Leistung und Erzeugung

72 % der um 2021 in der Türkei installierten Windkraftanlagen wurden dort auch hergestellt. Die türkische Windkraftindustrie beschäftigt zehntausend Menschen in der Region Izmir; dort befinden sich 18 % der türkischen Windkraftleistung.

## Installierte Leistung und Jahreserzeugung
Laut CIA verfügte die Türkei im Jahr 2020 über eine (geschätzte) installierte Leistung von insgesamt 96,846 GW (alle Kraftwerkstypen); der Stromverbrauch lag bei 263,952 Mrd. kWh. Die installierte Leistung der WKA stieg von 19 MW im Jahr 2001 auf 11.396 MW im Jahr 2022; die Jahreserzeugung stieg von ca. 0,1 TWh im Jahr 2006 auf ca. 31 TWh im Jahr 2021. Der Anteil am Stromverbrauch, der von Windenergie gedeckt wurde, stieg von 7 % im Jahr 2019 auf 11 % in den Jahren 2023 und 2024.
| Jahr | Inst. Leist- ung (MW) | Anteil (%) | Erzeugung (TWh) | Anteil (%) |
| ---- | --------------------- | ---------- | --------------- | ---------- |
| 2001 | 19                    |            |                 |            |
| 2002 | 19                    |            |                 |            |
| 2003 | 20                    |            |                 |            |
| 2004 | 20                    |            |                 |            |
| 2005 | 20                    |            |                 |            |
| 2006 | 50                    |            | 0,1             |            |

| Jahr | Inst. Leist- ung (MW) | Anteil (%) | Erzeugung (TWh) | Anteil (%) |
| ---- | --------------------- | ---------- | --------------- | ---------- |
| 2007 | 147                   |            | 0,4             |            |
| 2008 | 458                   |            | 0,8             |            |
| 2009 | 801                   |            | 1,5             |            |
| 2010 | 1329                  |            | 2,9             |            |
| 2011 | 1800                  |            | 4,7             |            |
| 2012 | 2317                  |            | 5,8             |            |

| Jahr | Inst. Leist- ung (MW) | Anteil (%) | Erzeugung (TWh) | Anteil (%) |
| ---- | --------------------- | ---------- | --------------- | ---------- |
| 2013 | 2959                  |            | 7,5             |            |
| 2014 | 3763                  |            | 8,5             |            |
| 2015 | 4718                  |            | 12              |            |
| 2016 | 6091                  |            | 15              |            |
| 2017 | 6857                  |            | 18              |            |
| 2018 | 7154                  |            | 20              |            |

| Jahr | Inst. Leist- ung (MW) | Anteil (%) | Erzeugung (TWh) | Anteil (%) |
| ---- | --------------------- | ---------- | --------------- | ---------- |
| 2019 | 8056                  |            | 21,61           | 7          |
| 2020 | 9305                  |            | 24,83           | 8          |
| 2021 | 10.607                |            | 31,23           | 10         |
| 2022 | 11.396                |            | 34,84           | 10         |
| 2023 | 12.342                |            | 33,69           | 11         |
| 2024 | 13.793                |            |                 | 11         |